# Appellate Jurisdiction Act de 1876
La loi de 1876 sur la juridiction d'appel (Appellate Jurisdiction Act de 1876, 39 et 40 Vict. C.59) est une loi du Parlement du Royaume-Uni qui modifiait les fonctions judiciaires de la Chambre des Lords. La loi de 1887 sur la juridiction d'appel permet aux hauts magistrats de siéger à la Chambre des lords en qualité de pairs à vie (Lords of Appeal in Ordinary). 
La loi a été abrogée par la loi de réforme constitutionnelle de 2005 qui a transféré les fonctions judiciaires de la Chambre des Lords à la Cour suprême du Royaume-Uni. À la suite de la création de la Cour suprême du Royaume-Uni, la pratique consistant à nommer des Lords of Appeal Ordinary a été abandonnée. Sir Brian Kerr, le 29 juin 2009, est le dernier à avoir été nommé en cette qualité. 